# كيفين بينكني
كيفين بينكني (بالإنجليزية: Kevinn Pinkney) مواليد 10 أكتوبر 1983 في كولتون، هو لاعب كرة سلة أمريكي. بدأ مسيرته الاحترافية في سنة 2005. يحمل الرقم 21. يبلغ طوله 6 قدم 10 بوصة (2.1 م).

## المسيرة الاحترافية
لعب مع بوسطن سيلتكس في سنة 2007، ثم لعب مع بييلا لكرة السلة في موسم 2007–2008، ثم لعب مع بالاكانسترو كانتو في الدوري الإيطالي في موسم 2008–2009، ثم لعب مع نادي أوليمبيا لكرة السلة في موسم 2010–2011، ثم لعب مع ينسي كراسنويارسك في الدوري الروسي في سنة 2011.

## روابط خارجية
- كيفين بينكني على موقع إن بي أي (الإنجليزية)
- كيفين بينكني على موقع دوري كرة السلة الياباني للمحترفين (اليابانية)
- كيفين بينكني على موقع سبورتس رفرنس (الإنجليزية)
- كيفين بينكني على موقع كرة السلة الأوروبية.كوم (الإنجليزية)
- كيفين بينكني على موقع كلية كرة السلة في سبورتس رفرنس.كوم (الإنجليزية)
- كيفين بينكني على موقع ريلجم (الإنجليزية)
- كيفين بينكني على موقع بروبوليرز (الإنجليزية)
- كيفين بينكني على موقع سبورتس رفرنس (الإنجليزية)
- كيفين بينكني على موقع سبورتس رفرنس (الإنجليزية)